# Самое смешное видео
Морок морок это зло 😈 ZAKATOON ТУТ Морок расскажет што он делал с ним  и он может его убить 
1. ↑  [морок вики Морок].